# Војнограничарска зграда у Крчедину
Војнограничарска зграда у Крчедину, месту у општини Инђија, подигнута је шездесетих година 19. века, има статус споменика културе од великог значаја.

## Историја
Војнограничарска зграда је пројектована као спратна кућа, највероватније за официрске станове, али је због рата Аустрије са Италијом и недостатка средстава, пројекат редукован и саграђен је као приземна зграда. Како је ускоро укинута Војна граница, претпоставља се да никада није служила у војне сврхе, него је претворена у школу. Поред школе, у њој су се налазили и станови просветних радника, једно време пошта, а служила је и као магацин за житарице и минерално ђубриво.

## Изглед
Грађена је од тврдог материјала и малтерисана, са подрумом, високим приземљем и таванским простором. На главној фасади има пет урамљених прозора, обликованих малтером. Ови правоугаони рамови формирају неку врсту пиластра, малог сокла и венца. На крајевима зида пиластри су издељени хоризонталним браздама и представљају украсне завршетке зида. Зграда има са свих страна виши сокл.
Профилисани поткровни венац уоквирује све четири фасаде, с тим што је различито профилисан. Према дворишту је полукружан, а према улици образује кордонски венац који дели приземље од тавана. Са дворишне стране је трем са два лучна отвора, а при самим крајевима калканских зидова отвор са сегментним завршетком за улаз у трем, степениште и подрум.
Конзерваторски радови изведени су 1984. године.